# Leptotroga
Leptotroga là một chi bướm đêm thuộc họ Erebidae.

## Loài
- Leptotroga costalis Moore, 1883